# SunTrust Plaza
SunTrust Plaza (zuvor One Peachtree Center) ist ein 265 Meter hoher, 60-stöckiger  Wolkenkratzer in Atlanta. Das Gebäude wurde 1992 fertiggestellt und ist zurzeit das zweithöchste Gebäude in Atlanta, nach der Bank of America Plaza. Der Entwurf stammt vom Architekten John Portman. Architektonisch fällt das Bauwerk vor allem durch sein Dach auf, das in verschiedenen Ebenen abgestuft wurde. Im oberen, in Rechtecken abgestuften Bereich, geht die bisherige Fassade aus Stein und Glas in eine vollständige Glasverkleidung über. Der Grundriss im Erdgeschoss weist eine rechteckige Form auf.
Am 14. März 2008 wurde das Gebäude von einem Tornado leicht beschädigt, Fenster wurden herausgerissen und ein Eingang wurde beschädigt.